# Distrito de San Gabán
El distrito de San Gabán (del quechua sanqawasi, "casa de fieras" -antiguos recintos de tortura incas-) es uno de diez que conforman la provincia de Carabaya, ubicada en el departamento de Puno, bajo la administración del Gobierno regional de Puno en el sudeste del Perú.
Fue creado mediante la Ley 5214 el 15 de octubre de 1925 y su capital es el poblado de Lanlacuni ubicado a 610 m s. n. m.
Desde el punto de vista jerárquico de la Iglesia católica forma parte de la Prelatura de Ayaviri en la arquidiócesis de Arequipa.

## Demografía
La población, según censo de 2008, es de 4 022 habitantes.

## Historia
No está claro si "San Gabán de Carabaya", era el único lugar de tortura Inca o era uno de los muchos; lo que sí se puede afirmar es que estaba dominado por los Incas mucho antes de subyugar estos otras tierras al sur.

### Toponimia

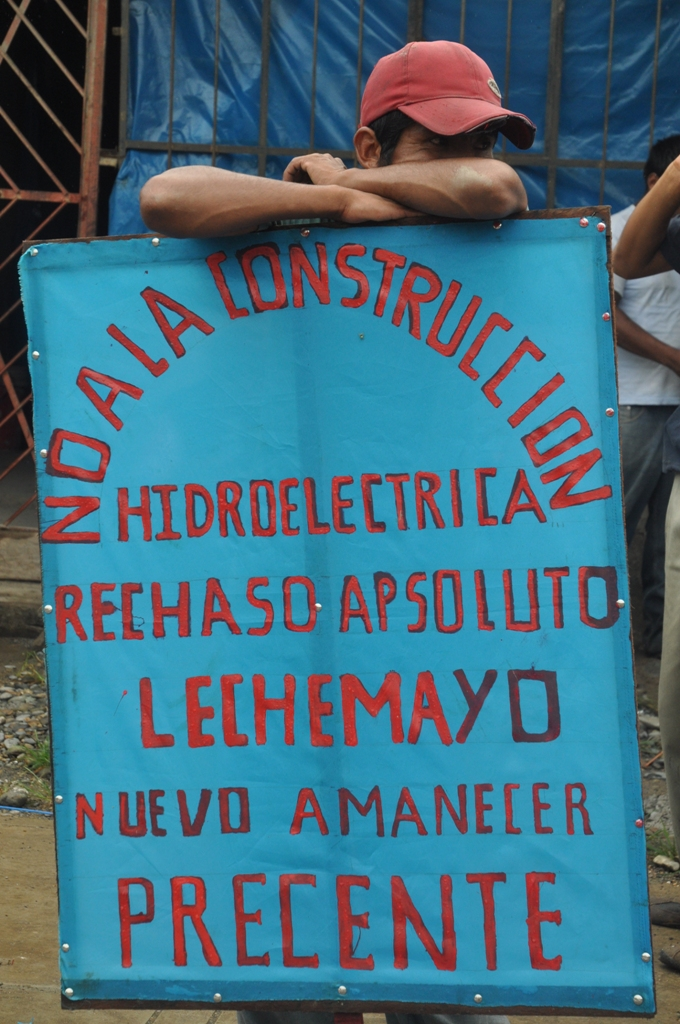
Manifestación en Lechemayo, San Gabán.

El raro nombre de este distrito proviene de las antiguas "sanga-wasi", palabras quechuas con las que se designaban los lugares de tortura incas, según Felipe Huamán Poma de Ayala, en esas casas se encontraban (se traduce: "casa de fieras"): víboras, pumas y otras fieras americanas a los que se alimentaba con las carnes de los prisioneros de guerra; Garcilaso cuenta, por ejemplo, que muertos los collanas durante el ataque de Túpac Yupanqui en 1472, su "rey" fue hecho prisionero y echado en la "sanga-wasi", allí habría muerto a merced de las fieras.
Dentro de las hispanizaciones sucesivas del raro nombre, uno muy conocido es también Sanyabamba, nombre con el que se cita el límite más remoto del Virreinato del Río de la Plata o el límite de la Real Audiencia de Charcas en la Cédula Real de Felipe II.

## Centros poblados
| Centro Poblado       | Clase  | Viviendas | Población |
| -------------------- | ------ | --------- | --------- |
| Lanlacuni Bajo       | URBANO | 317       | 1288      |
| Puerto Manoa (Oroya) | RURAL  | 210       | 760       |
| Carmen               | RURAL  | 94        | 296       |
| Icaco                | RURAL  | 70        | 210       |
| Chacaneque           | RURAL  | 84        | 167       |
| CP Lechemayo         |        |           |           |
| Challhuamayo         |        |           |           |
| Tantamayo            |        |           |           |
| Cuesta Blanca        |        |           |           |
| Loromayo             |        |           |           |
| Casahuiri            |        |           |           |
| Uruhuasi             |        |           |           |
| Thiuni               |        |           |           |
| Chaspa               |        |           |           |
| Salimayo             |        |           |           |
| Sangari              |        |           |           |

## Turismo
Fiestas Tradicionales:
- 24 de septiembre: Virgen de las Mercedes.
- 15 de octubre: Aniversario de fundación.
- 27 de julio: Patrón "Santiago Icaco".

Platos Típicos:
- Tallarines de palmito
- Caldo de carachama

## Autoridades

### Municipales
- 2019 - 2022[4]
  - Alcalde: Vicente Quispe Mamani, del movimiento político Gestionando Obras y Oportunidades con Liderazgo (GOOL).
  - Regidores:

  1. Roger Ñaupa Quispetupa (movimiento político Gestionando Obras y Oportunidades con Liderazgo GOOL)
  2. Jorge Méndez Creses (movimiento político Gestionando Obras y Oportunidades con Liderazgo GOOL)
  3. Benigno Condori Alí (movimiento político Gestionando Obras y Oportunidades con Liderazgo GOOL)
  4. Cecilia Cama Uscamayta (movimiento político Gestionando Obras y Oportunidades con Liderazgo GOOL)
  5. David Álvarez Suaña (movimiento Poder Andino)